# Takeshi Urakami
Takeshi Urakami (Osaka, 7 februari 1969) is een voormalig Japans voetballer.

## Carrière
Takeshi Urakami speelde tussen 1990 en 2004 voor Yokohama Marinos, Shimizu S-Pulse en Kawasaki Frontale.